# Skirmantas Mockevičius
Skirmantas Mockevičius (* 18. Dezember 1965 in Smalininkai bei Jurbarkas) ist ein litauischer Politiker, seit 2015 Bürgermeister der Rajongemeinde Jurbarkas.

## Leben
Von 1976 bis 1983 absolvierte Skirmantas Mockevičius die Geige-Klasse der Kindermusikschule Jurbarkas.
Nach dem Abitur von 1973 bis 1984 an der Mittelschule Smalininkai absolvierte er den Pflichtdienst bei der Sowjetarmee und von 1986 bis 1991 das Diplomstudium der Mechanik an der Fakultät für Mechanisierung der Landwirtschaftsakademie Litauens bei Kaunas. Von 1991 bis 1993 arbeitete er als Mechaniker in einer Fabrik in Skirsnemunė. 2000 bis 2004 absolvierte er das Bachelorstudium der Rechtswissenschaft an der Rechtsuniversität Litauens und von 2004 bis 2006 das Masterstudium der Rechtswissenschaft mit der Fachspezialisierung Finanzrecht an der Mykolo Romerio universitetas in der litauischen Hauptstadt Vilnius. 
Von 1993 bis 1995 arbeitete Skirmantas Mockevičius in der Polizei der Rajongemeinde Jurbarkas und von 1995 bis 1998 im litauischen Finanzamt Valstybinė mokesčių inspekcija (VMI). 
Ab 1999 leitete er die Unterabteilung Jurbarkas von Bezirk Tauragė der VMI.